# Halenia hintonii
Halenia hintonii är en gentianaväxtart som beskrevs av Arthur Allman Bullock. Halenia hintonii ingår i släktet Halenia och familjen gentianaväxter. Inga underarter finns listade i Catalogue of Life.